# SOPHIA (アルバム)
『SOPHIA』（ソフィア）は、SOPHIAがリリースしたインディーズ時代の唯一のアルバム。

## 概要
- 本作品は1995年3月21日に初回プレス、1995年6月1日に2ndプレスがリリースされた。
- 初回プレスは紙ジャケット仕様、2ndプレスはプラケース仕様。

## 収録曲
1. Eternal Flame
  - ピアノソロから始まるアレンジとなっている。
  - 後に「街」のカップリング曲として新しくアレンジされ収録。
2. Believe
  - 後に3rdシングルとなる。
3. Secret Lover's Night
  - 後にデビュー・アルバム『BOYS』に収録。